# 乾炒牛河
乾炒牛河，或名牛肉炒河粉，是粤菜的一道菜色，也是香港飲食文化的一部分，以芽菜、河粉、牛肉等炒成。在香港以至海外的港式酒家、茶餐廳，乾炒牛河幾乎成為必備菜色。

## 傳説
傳説乾炒牛河首先於廣州附近出現，第一個炒乾炒牛河的人叫許彬。許彬與家人以經營熟食檔為生。一晚，檔中豆粉用完，有一個來自軍隊的偵緝隊頭目到檔夜宵，點了濕炒牛河。許彬的哥哥因檔中沒有豆粉，加上晚上宵禁，不能往外購買，拒絕炒製。頭目氣上心頭，拔出手槍要脅。許氏兄弟的母親立時打圓場，並著許彬炒河粉。許彬隨即想到乾炒：先用油鑊爆香紅葱頭，然後把河粉、芽菜及泡過油的半熟牛肉下鑊炒製。當頭目嘗過乾炒牛河後，稱其一絕，許家免了一場災難。傳説後來許家的熟食檔，成為廣州第一家售賣乾炒牛河的食肆。

### 新加坡禁售令
有傳新加坡政府曾經因乾炒牛河過於油膩而影響健康，所以立法禁止國內商販炮製或出售乾炒牛河；禁售令後來取消，但亦有指並無此事，而且當地的炒粿條比牛河更肥，亦沒有禁售。

## 製法
乾炒牛河的主要材料是河粉與嫩牛肉。製法是先把嫩牛肉炒至半熟後撈起另置。然後下油、蔥及豆芽菜，然後撈起另置，以免易出水的豆芽菜影響乾炒效果。將半熟牛肉放回鍋中，下河粉快炒拌勻，先後加入生抽（淡醬油）、老抽（濃醬油），加入先前炒過的豆芽菜等，最後再加入韮黃，炒勻即可上桌。
乾炒牛河講究「鑊氣」，必須猛火快炒。要炒勻之餘，手勢不能太快，不然粉會碎掉。油的份量亦必須準確控制，不然會出油不好吃。因此乾炒牛河被認為是考驗粤菜廚師炒菜技術的一大試煉，手藝好壞一試便知。

## 另見
- 乾炒
- 炒粿条
- 瑞士汁炒牛河
- 濕炒牛河